# Senegalia mattogrossensis
Senegalia mattogrossensis là một loài thực vật có hoa trong họ Đậu. Loài này được (Malme) Seigler & Ebinger mô tả khoa học đầu tiên năm 2006.